# Hedysarum popovii
Hedysarum popovii är en ärtväxtart som beskrevs av Korotkova. Hedysarum popovii ingår i släktet buskväpplingar, och familjen ärtväxter. Inga underarter finns listade i Catalogue of Life.